# Тулділа
Тулділа (Tuldila) — один з правителів групи племен гунів в 457/458 рр, які правили частинами держави гунів після смерті Аттіли і розпаду його імперії.
Його ім'я згадує Габаін (Gabain) у зв'язку з військовими нападами гунів на володіння імператора Майоріана, який був імператором  Західної Римської імперії.
Тунділа правив після Елака (453—455) й перед Денгізіхом.